# Thylacogaster rhodomenia
Thylacogaster rhodomenia är en fjärilsart som beskrevs av Diakonoff 1988. Thylacogaster rhodomenia ingår i släktet Thylacogaster och familjen vecklare. Inga underarter finns listade i Catalogue of Life.